# Kisoji
Pour les articles homonymes, voir Kiso (homonymie).
Le Kisoji (木曽路, Kisoji) était une ancienne route de commerce de la vallée de Kiso qui s'étendait de Niekawa-juku dans la préfecture de Nagano à Magome-juku dans la préfecture de Gifu. Il y avait onze stations sur la route, lesquelles furent intégrées au Nakasendō quand celui-ci fut établi. Il existe un article de 713 dans le Shoku nihongi qui décrit les caractéristiques de la route (吉蘇路).
Deux marqueurs en pierre indiquent les points de départ et d'arrivée du Kisoji. L'un est situé entre Motoyama-juku et Niekawa-juku où se lit : « D'ici au sud : Kisoji » (是より南 木曽路, Kore yori minami, Kisoji). L'autre marqueur se trouve entre Magome-juku et Ochiai-juku sur lequel on peut lire : « D'ici au nord : Kisoji » (是より北 木曽路, Kore yori kita, Kisoji).
Shimazaki Tōson, auteur du début du XXe siècle, a écrit sur les effets de la restauration de Meiji sur la vallée de Kiso dans son roman, Avant l'aube. Il avait passé son enfance à Magome-juku, d'où la référence à la région dans ses romans.
Après la période Meiji, la ligne Chūō et la route nationale 19 furent créées et elles suivent globalement le tracé du Kisoji.

## Stations du Kisoji
Préfecture de Nagano
1. Niekawa-juku (Shiojiri)
2. Narai-juku (Shiojiri)
3. Yabuhara-juku (Kiso (village), district de Kiso)
4. Miyanokoshi-juku (Kiso (bourg), district de Kiso)
5. Fukushima-juku (Kiso (bourg))
6. Agematsu-juku (Agematsu)
7. Suhara-juku (Ōkuwa, district de Kiso)
8. Nojiri-juku (Ōkuwa)
9. Midono-juku (Nagiso, district de Kiso)
10. Tsumago-juku (Nagiso)
Préfecture de Gifu
11. Magome-juku (Nakatsugawa)